# Éverard Mercurian
Éverard Mercurian, né Éverard Lardinois en 1514 à Marcourt et mort le 1er août 1580 à Rome, est un prêtre jésuite flamand. Il est le quatrième supérieur général de la Compagnie de Jésus de 1573 à 1580.

## Jeunesse et formation
Né Everard Lardinois dans une simple famille d’agriculteurs, à Marcourt, près de La Roche-en-Ardenne (dans le Luxembourg belge actuel), il signe de Marcour (en latin Mercurianus) d’où le nom qui lui est resté dans l’histoire. Il travailla la terre jusqu’à l’âge de 20 ans avant de commencer des études, d’abord près du curé de Marcourt. Se sentant appelé au sacerdoce il fut envoyé en 1536 au collège des frères de la vie commune à Liège où il reçut une solide formation religieuse et littéraire. Ensuite ce fut la philosophie à l’université de Louvain (‘Maître ès Arts’ en 1544) où il rencontra pour la première fois des Jésuites (probablement Pierre Favre lui-même).
Après une formation sommaire en théologie, il fut ordonné prêtre à Liège en 1546 et fut nommé curé à Waillet. À Paris en 1547, il rencontra à nouveau un jésuite avec lequel il fit les 'Exercices spirituels' selon saint Ignace de Loyola. Cela le motiva à demander son admission dans la Compagnie de Jésus récemment approuvée par le pape. Il renonça à sa fonction (et au bénéfice) de sa paroisse et commença son noviciat jésuite en 1548 tout en continuant des études de théologie à Paris.

## Premières responsabilités
En 1551 Ignace de Loyola l’appela à Rome et lui confia rapidement des taches délicates d’administration: fondation du collège de Pérouse, commissaire pour la province d’Allemagne et des Pays-Bas. Le successeur d’Ignace, Diego Lainez, le nomma en 1558 provincial des Pays-Bas méridionaux. Convaincu que le meilleur frein au progrès du protestantisme était l’éducation des jeunes il ouvrit les collèges de Trèves et Mayence (1561), Tournai (1562), Cambrai et Dinant (1563), Saint-Omer (1567) et de nombreuses résidences, dont celle - universitaire - de Louvain.
De nouveau à Rome pour la 2e Congrégation générale (1565) il fut élu 'Assistant' du nouveau Supérieur Général François Borgia pour les régions d’Allemagne, Autriche, France et Pays-Bas. Comme visiteur, envoyé officiellement par le Supérieur Général François Borgia il y consolida la vie communautaire et religieuse, souvent négligée en faveur d’une expansion rapide de la Compagnie.

## 3eCongrégation Générale (1573)
Après la mort de François Borgia (1572) - lors d’une mission diplomatique que lui avait confiée le pape Grégoire XIII - la Congrégation générale fut convoquée par Juan de Polanco (Vicaire Général) qui, vu son expérience (ancien secrétaire de St Ignace) semblait être le candidat naturel à la succession. Le pape intervint pour demander qu’un non-espagnol soit élu et suggéra même le nom de Mercurian. Ce fut mal reçu et les délégués protestèrent. Le pape retira sa demande, mais le message était passé : Mercurian fut élu, dès le premier tour par 27 suffrages sur 47 votants. La Congrégation vota par ailleurs des décrets qui allaient dans un sens assez restrictif.

## Supérieur Général
L’année de l’élection de Mercurian il y avait près de 4 000 Jésuites. La croissance était rapide et cela entraînait des problèmes de formation religieuse, trop souvent écourtée pour satisfaire des besoins apostoliques. Le mandat reçu de la Congrégation Générale allait dans le sens d’une consolidation des œuvres, plutôt qu’expansion. Cela correspondait bien également au caractère et à l’expérience de Mercurian. Durant les 7½  années de son généralat : 
- Il acheva le travail législatif de ses prédécesseurs, en publiant les règles des divers offices dans la Compagnie, ainsi que le ‘Sommaire des Constitutions’. Il envoyait régulièrement des ‘Visiteurs’ dans les diverses provinces jésuites pour en affermir le gouvernement interne, corrigeant le rigorisme de certaines provinces pour les ramener à un mode plus ignacien de gouvernement.
- Il ferma des collèges dont la situation financière était précaire, mais accepta l’ouverture d’autres, surtout dans les pays protestants de l’Europe centrale et orientale. Le rythme de croissance fut plus lent car les conditions d’acceptation, surtout leurs dotations financières, furent plus strictes. Davantage de séminaires pontificaux (fruits de la réforme mise en route par le concile de Trente) furent acceptés, de même que des collèges-séminaires à Rome (collège anglais, collège dalmate) à la demande expresse de Grégoire XIII.
- Il donna une grande impulsion au travail missionnaire auquel il s’intéressait beaucoup. Il lança la mission maronite au Liban. Il nomma Alessandro Valignano visiteur des missions en Asie (Inde, Japon, Moluques) dont la politique d’inculturation (connaissance des langues et religions orientales, adoption des coutumes et du mode de vie oriental, admission au sacerdoce d’Indiens et de Japonais, etc.) changea complètement les perspectives missionnaires et permit l'avènement d’orientalistes tels que Matteo Ricci (en Chine), Roberto de Nobili (en Inde), etc. Il encouragea la dangereuse mission d’Edmond Campion et Robert Persons en Angleterre.
- De spiritualité plutôt pragmatique, il ne comprit pas vraiment les problèmes de vie spirituelle de certains jésuites espagnols dont les tendances mystiques étaient cependant sincères. Il enjoint à Balthazar Alvarez de s’en tenir strictement à - et enseigner - la méthode d’oraison ignatienne.

## Derniers jours et décès
L’Ardennais qu’était Mercurian ne supportait pas facilement le climat chaud et humide de Rome. Chaque été était difficile et il passait souvent plusieurs jours à Frascati, dans les monts Albains. En 1580, l’excès de travail et une épidémie meurtrière qui sévissait à Rome, l’affaiblirent encore. Durant la dernière semaine de juillet, nouvelle période de canicule, il se réfugia, accablé de fièvre au noviciat Saint-André sur le mont Quirinal. C’est là qu’il rendit l’âme le 1er août 1580. Il avait 66 ans.